# مقاطعة كيرن (كاليفورنيا)
مقاطعة كيرن (بالإنجليزية: Kern County)‏ هي إحدى مقاطعات ولاية كاليفورنيا في الولايات المتحدة الأمريكية.

## أعلام
- لويس كونتريرز
- هارفي هال
- فرانك إي. هيوز
- إد باري
- هنري غريس